# 愛知第二師範学校

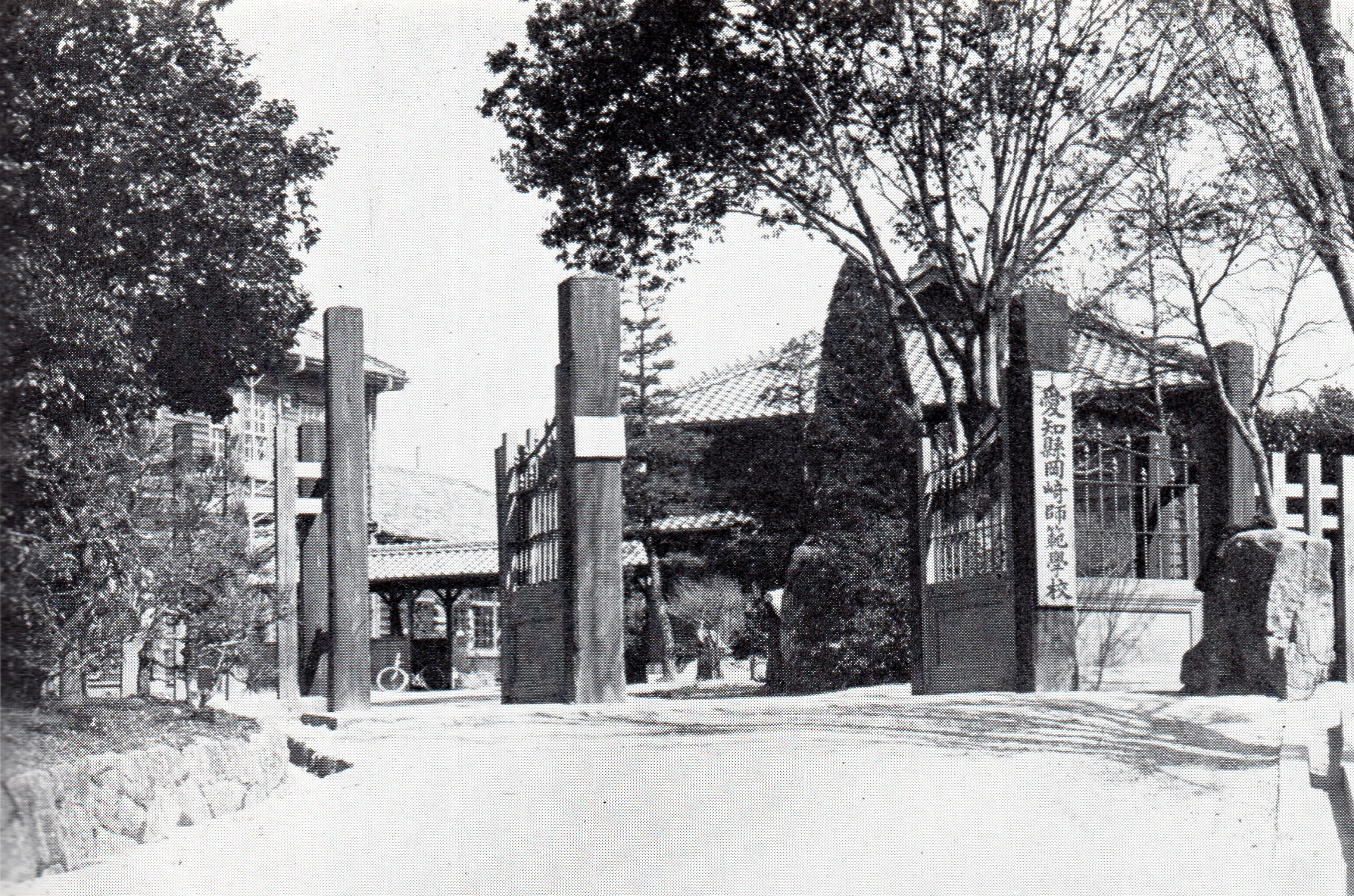
愛知県岡崎師範学校（1923年 - 1943年）

愛知第二師範学校 （あいちだいにしはんがっこう） は、愛知県岡崎市にあった官立の師範学校である。1943年（昭和18年）に設立された。
本項は愛知県第二師範学校・愛知県岡崎師範学校などの前身諸校を含めて記述する。
1899年（明治32年）に創設された「愛知県第二師範学校」を起源とする。1943年（昭和18年）に愛知県岡崎師範学校が官立（国立）移管により設置された。戦後の1949年（昭和24年）、学制改革で新制愛知学芸大学学芸学部（現・愛知教育大学教育学部） の母体の一つとなった。

## 沿革

### 県立期
- 1899年（明治32年）

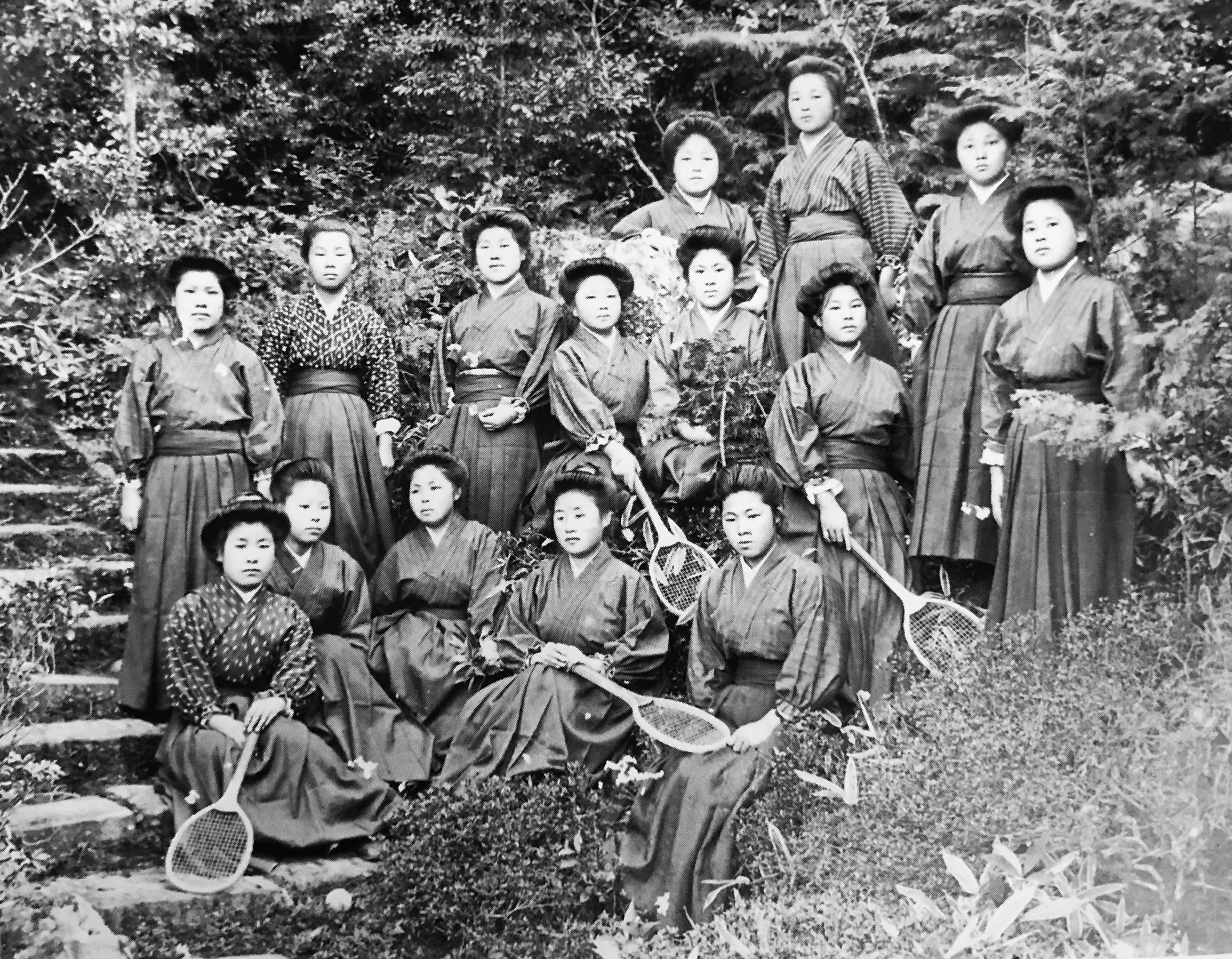
1910年の愛知県第二師範学校女子部の生徒（前列右端は市川房枝）

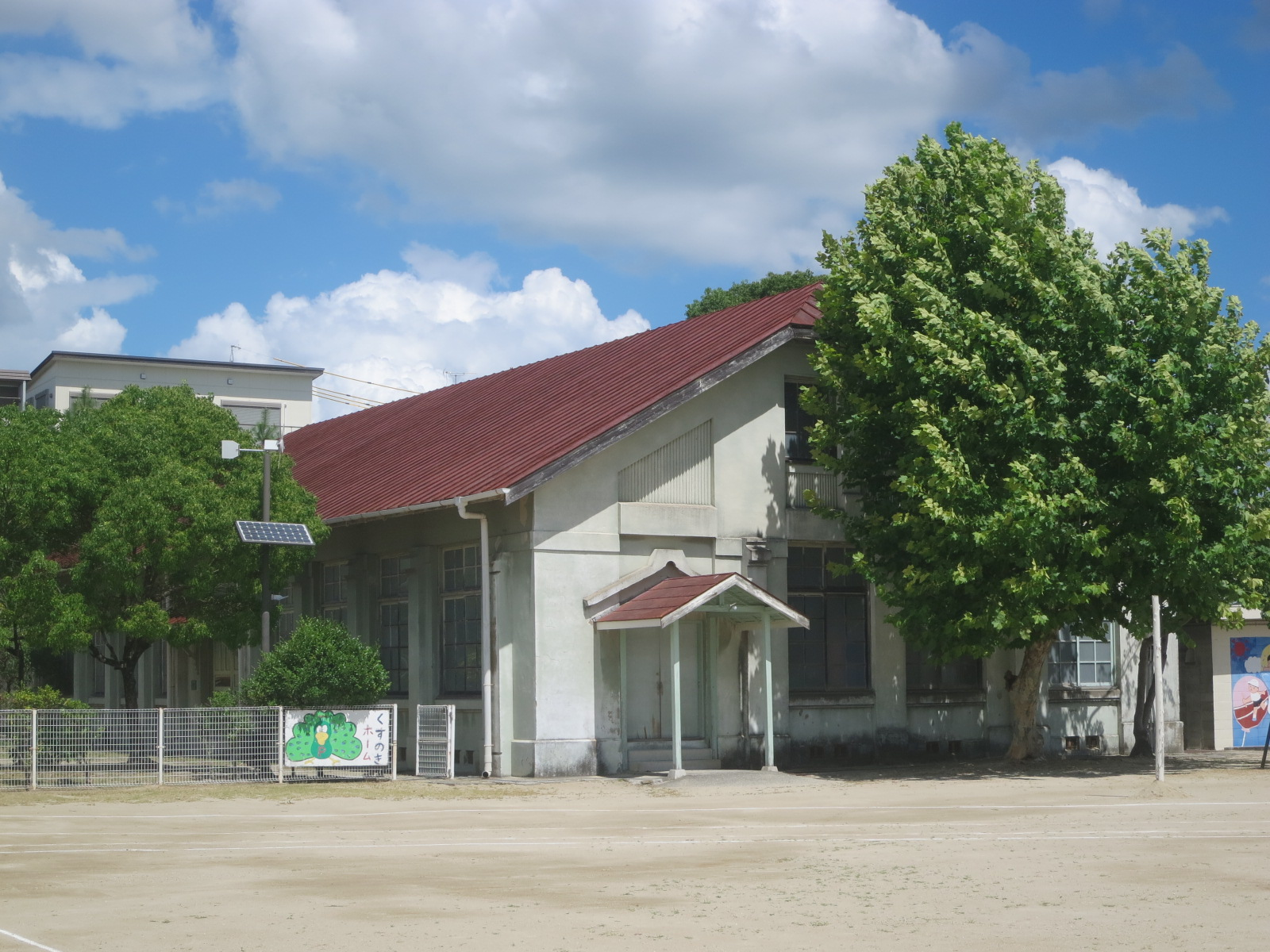
1926年竣工の旧愛知県岡崎師範学校武道場

  - 3月7日 - 愛知県が同年4月1日より額田郡岡崎町（現・岡崎市）に師範学校を設置する旨を告示。
  - 4月1日
    - 「愛知県第二師範学校」が開校。
    - 岡崎町大字魚町にあった元岡崎町立連尺尋常小学校分教場を仮校舎とする。
    - 岡崎町大字菅生の満性寺の一部を借用し、仮の寄宿舎とする。
    - 初代校長に文部省より太田政徳が就任。

  - 4月10日 - 第1回乙種講習科（修業年限6ヶ月）29名が入学（1906年（明治39年）から廃止）。
  - 4月29日 - 簡易科（修業年限2年3ヶ月）を併置。生徒学資支給規程を定めて、生徒への食費・被服費・雑費等の支給を開始。
  - 6月10日 - 乙種講習科生徒を満性内の仮寄宿舎から岡崎町大字能見の源空寺内の仮寄宿舎に移す。
  - 6月12日 - 第1回簡易科（1901年（明治34年）から廃止）生徒50名が入学。2組に分けて、満性寺内の仮寄宿舎に収容。
  - 11月1日 - 学校校舎を岡崎町大字康生の元・真宗三河中学寮跡に移転。
  - 11月5日 - 簡易科と乙科講習科生徒の寄宿舎を学校校舎に併置し、満性寺と源空寺からの移転を完了。
- 1900年（明治33年）
  - 4月1日 - 愛知県第二師範学校に女子部を設置[1]。
  - 4月10日
    - 第1回本科第一部男子生徒（修業年限4年）39名と第1回本科第一部女子生徒（修業年限3年）20名が入学。
    - 女子生徒は岡崎町大字六供甲越の元・共同館内の仮寄宿舎に収容し、仮教室も併置。

  - 4月16日 - 乙種講習科生を源空寺内の仮寄宿舎に収容。
  - 10月24日 - 第1回甲種講習科（修業年限1年、ただしこの時に限っては6ヶ月、1908年（明治41年）から廃止）生徒27名が入学し、源空寺内の仮寄宿舎に収容される。
- 1901年（明治34年）
  - 4月12日 - 女子部の寄宿舎兼教場を岡崎町大字門前の随念寺内に移転。
  - 4月15日 - 随念寺内に附属小学校を設置し、3学級編成とする。初代主事に教諭の蟹江虎五郎が就任。
  - 4月16日 - 本科男子部の寄宿舎が人数増でせまくなったため、この時の本科新入生を女子部が移転したあとの共同館に収容し、同時にそこで授業も行う。
  - 6月6日 - 六供に寄宿舎が新築完成し、本科の男子生徒全てを収容。講習科生を共同館に収容する。
  - 10月7日 - 第1回女子乙種甲種科生（修業年限5ヶ月）が入学。
  - 12月5日 - 師範学校校舎の一部が完成。
- 1902年（明治35年）
  - 3月1日 - 校舎が完成し、附属小学校が随念寺から新校舎に移転を完了。
  - 4月8日 - 女子部寄宿舎が新築完成し、講習科生を除く女子生徒全員を収容。
  - 10月1日 - 初めて秋季募集の本科男子生徒（後期生）40名が入学。
  - 11月14日 - 全校舎が完成。
- 1908年（明治41年）
  - 4月7日 - 甲種講習科を廃止し、予備科を設置。
  - 4月12日 - 男子本科第二部（1年制、中学校卒業者対象）を設置。
- 1910年（明治43年）11月19日 - 皇太子嘉仁親王（後の大正天皇）が行啓[2]。
- 1911年（明治44年）
  - 4月6日 - 予備科を廃止し、第二種講習科（修業年限2年、隔年募集）を設置（男子のみ）。
  - 10月16日 - 本科第一部の募集を春（前期）と秋（後期）の2回行うこととなる。
- 1912年（明治45年）4月1日 - 女子部が分離し、西春日井郡金城村（現・名古屋市西区天神山町）に新設された「愛知県女子師範学校」に移転[1][3]。愛知県第二師範学校は男子校となる。
- 1913年（大正2年）3月17日 - 閑院宮載仁親王が御成り[4]。
- 1914年（大正3年）4月 - この年の本科第二部入学生から私費となる。
- 1916年（大正5年）4月19日 - 後期募集を停止。
- 1921年（大正10年）
  - 2月12日 - 寄宿舎において「一泊帰家」の制度が始まる。
  - 4月4日 - 50分以内で自宅から学校に通学できる者に限り、通学を許可。
  - 4月8日 - 第二種講習科を廃止し、本科第二部の学級を増設。
- 1923年（大正12年）4月7日 - 「愛知県岡崎師範学校」に改称。
- 1926年（大正15年）
  - 2月7日 - 屋内体操場（武道場）と兵器庫が完成。
  - 4月1日 - 専攻科を設置。
- 1930年（昭和5年）10月12日 - 校旗・校歌を制定。
- 1931年（昭和6年）4月1日 - 本科第二部の修業年限を1年から2年に延長。
- 1932年（昭和7年）3月12日 - 朝香宮鳩彦王が御成り[5]。
- 1941年（昭和16年）4月1日 - 国民学校令の施行により、附属小学校を附属国民学校に改称。

### 官立（国立）期
- 1943年（昭和18年）4月1日 - 愛知県岡崎師範学校を、国立（官立）移管の上、「愛知第二師範学校」（男子部）とする。
  - 本科 （3年制、中等学校卒対象）・予科 （3年制、高等小学校卒対象） を設置。
- 1945年（昭和20年）7月 - 岡崎空襲で校舎焼失。終戦後、豊川市野口町の「海軍工廠第8工員寄宿舎」を仮校舎として移転する[6]。
- 1946年（昭和21年）4月 - 豊川市立八南国民学校を代用附属国民学校に指定する[7]。
- 1947年（昭和22年）4月 - 学制改革により予科の募集を停止。附属国民学校初等科を改組し附属小学校を、附属国民学校高等科を改組し附属中学校 （新制中学校） を設置。
- 1949年（昭和24年）5月31日 - 新制「愛知学芸大学 学芸学部」が発足。愛知第二師範学校内に愛知学芸大学豊川分校が設置される。
  - 愛知第二師範学校は愛知学芸大学に包括され、「愛知学芸大学愛知第二師範学校」の校名で在籍生徒が卒業するまで存続されることになる。師範学校としての生徒募集は停止。
  - この時の入学生は愛知学芸大学学芸学部の第1回生となる。
- 1950年（昭和25年）4月 - 愛知第二師範が岡崎市に復帰。愛知学芸大豊川分校も移転して岡崎分校に改められ、後に本部が置かれる。
- 1951年（昭和26年）3月31日 - 最後の卒業生を送り出し、愛知第二師範学校 （旧制）が廃止される。

## 歴代校長
- 初代 - 太田政徳 （1899年〈明治32年〉4月 - 1903年〈明治36年〉1月4日）- （前）文部省文官 （後）休職
- 第2代 - 小島政吉（1903年〈明治36年〉2月19日 - 1905年〈明治38年〉9月4日） - （前）和歌山県師範学校教諭 （後）埼玉県師範学校校長
- 第3代 - 中村豊吉（1905年〈明治38年〉9月25日 - 1906年〈明治39年〉12月6日）- （前）愛知第二師範学校教諭 （後）茨城県師範学校校長
- 第4代 - 後藤嘉之（1906年〈明治39年〉12月7日 - 1913年〈大正2年〉5月31日）- （前）長崎県師範学校校長 （後）依願退職
- 第5代 - 藤澤茂登一（1913年〈大正2年〉5月31日 - 1920年〈大正9年〉5月12日）- （前）広島県師範学校教諭 （後）新潟県師範学校校長
- 第6代 - 小松原伊十郎（1920年〈大正9年〉5月10日[8] - 1926年〈大正15年〉3月31日）- （前）福岡県小倉師範学校校長 （後）千葉県女子師範学校校長
- 第7代 - 野村禮譲（1926年〈大正15年〉4月1日 - 1927年〈昭和2年〉9月19日）-（前）学習院教授 （後）文部省督学官
- 第8代 - 森準三（1927年〈昭和2年〉10月26日 - 1930年〈昭和5年〉3月27日）- （前）広島県女子師範学校校長 （後）福岡県女子師範学校校長
- 第9代 - 加藤覺亮（1930年〈昭和5年〉4月1日 - 1935年〈昭和10年〉3月31日）- （前）群馬県立桐生中学校校長 （後）静岡県師範学校校長
- 第10代 - 後藤三郎（1935年〈昭和11年〉4月1日 - ???）- （前）長崎県女子師範学校校長

愛知第二師範学校
- 福田謹四郎（1943年〈昭和18年〉4月1日[9] - 1945年〈昭和20年〉4月1日）- （後）福岡第一師範学校長
- 曽田（曾田）梅太郎（1945年〈昭和20年〉4月1日 - ）- （前）広島高等師範学校教授兼同生徒主事

## 関連文献
- 岡崎市教育会『岡崎教育小史』1937年。
- 『愛知教育大学史』愛知教育大学、1975年3月20日。
- 『官報』